# 駐日ミクロネシア連邦大使館
駐日ミクロネシア連邦大使館（英語: Embassy of the Federated States of Micronesia in Japan）は、ミクロネシア連邦が日本の首都東京に設置している大使館である。在京ミクロネシア連邦大使館（英語: Embassy of the Federated States of Micronesia in Tokyo）とも。

## 沿革
1984年、まず東京に駐日ミクロネシア連邦連絡事務所が設置された後、1988年12月16日に日本とミクロネシア連邦の間で外交関係が樹立される。1989年5月、連絡事務所に代わって大使館が開設され、同年11月に初代駐日大使として日系人のマサオ・ナカヤマ（中山利生）が着任した。

## 所在地
2023年2月6日より、下記の住所で運営されている。2023年2月5日までの住所は「東京都港区赤坂1-14-2 霊南坂ビルディング2階」であった。
- 住所：〒153-0063　東京都目黒区目黒四丁目10-6[3]

## 大使
2008年4月16日より、ジョン・フリッツが特命全権大使を務めている。
歴代大使からは、副大統領を輩出している。1998年から2003年にかけて駐日大使を務めていたアリク・アリクが、第7代副大統領として奉職した。